# Jean Chamoulaud
Jehan (Jean) Chamoulaud (ca. 1650–1737), sieur de Lacoste, was een Franse koopman die een groot deel van zijn leven verbonden was met kasteel Montcavrel, in zijn tijd bekend als kasteel van Mailly, in het toenmalige Franse graafschap Boulogne. Chamoulaud was er jachtopziener en daarna belastingsinner.
Chamoulaud staat aan de basis van de eerste vertakking van het geslacht Chamoulaud dat nog steeds doorloopt. De naam heeft na hem meerdere mutaties gekend en thans kunnen nazaten gevonden worden met de familienaam Chamoulaud, Chamuleau, Chamoulaud, Chamulot en Chamalaun.

## Levensloop
Jehan Chamoulaud werd rond 1650 geboren. Hij was een zoon van Pierre Chamoulaud (ca.1620–?) en Marquerite Petit (1618–1673). Jehans doop vond plaats in Vieux Mareuil, alwaar hij opgroeide. Later vertrok hij naar Boulogne-sur-Mer. Jehans broer, Pierre (ca.1650–?), kreeg een zoon, François (1680–1731?), met wie Jehan later nog veel contact zou hebben.
Jehan Chamoulaud droeg de titel van sieur de Lacoste. Hij was koopman (marchand) en zou een groot deel van zijn leven verbonden zijn met kasteel Montcavrel. Hij was hiervan sinds 1687 de jachtopziener (capitaine de chasses volgens de terminologie van het toenmalige ancien régime).
Zijn eerste huwelijk, met Anne Le Maire (?-1712), werd in 1692 voltrokken in de Sint-Michel-kapel in het kasteel, alwaar het stel ook haar intrek nam.
In 1705 werd Chamoulaud in de bourgeoisie van Boulogne bijgeschreven.

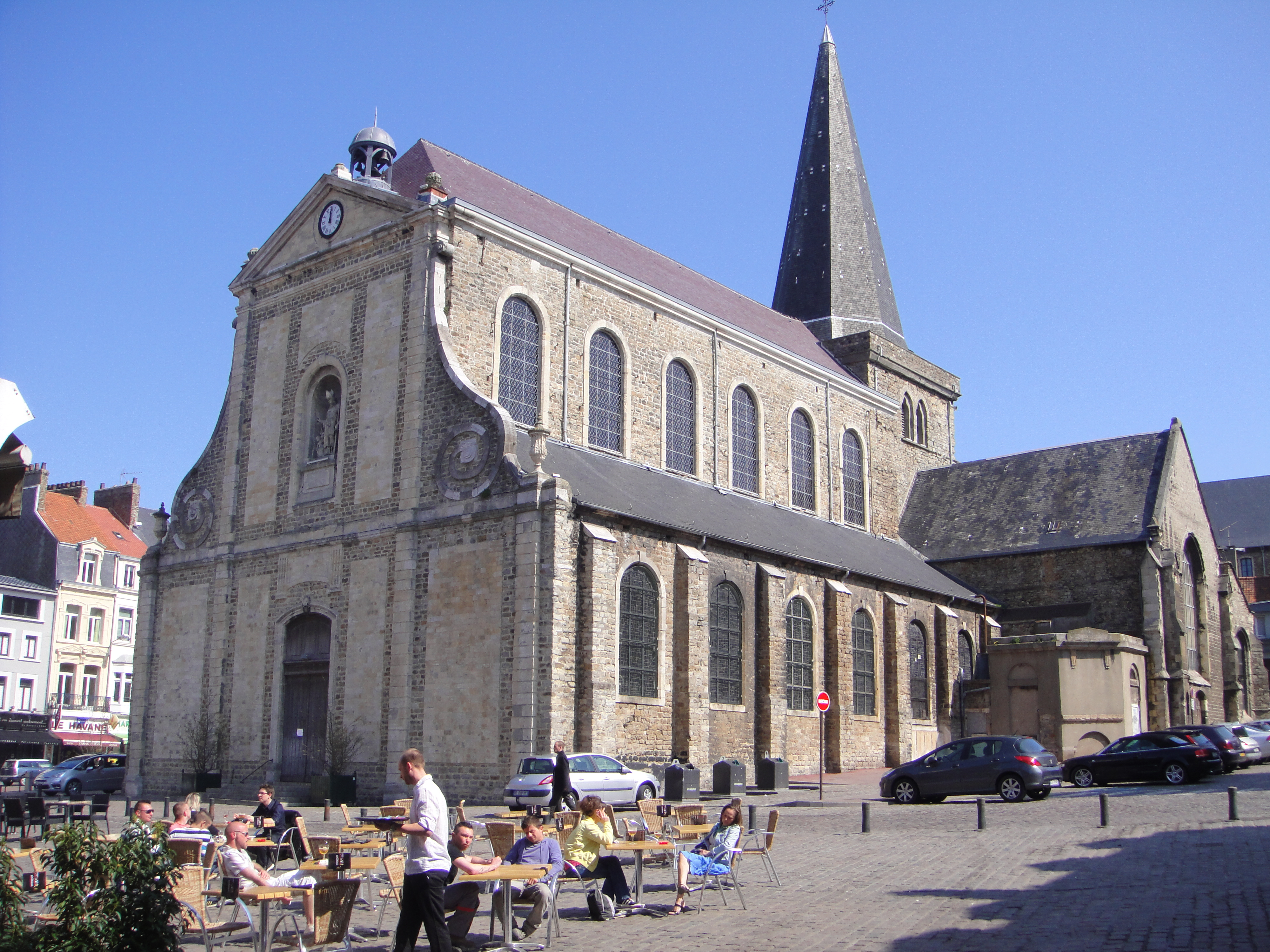
Sint-Niklaaskerk in Boulogne-sur-Mer

Na het overlijden van zijn eerste vrouw hertrouwde de tot dan toe kinderloos gebleven Chamoulaud in 1713 met Marie Barbe Mansse (1683–1750). Zij was dochter van Sebastian Mansse (1635–1707), een gemeentelijke magistraat, en Marie Clou. Het huwelijk werd in de Sint-Niklaaskerk te Boulogne-sur-Mer voltrokken, en Chamoulauds neef François was er getuige.

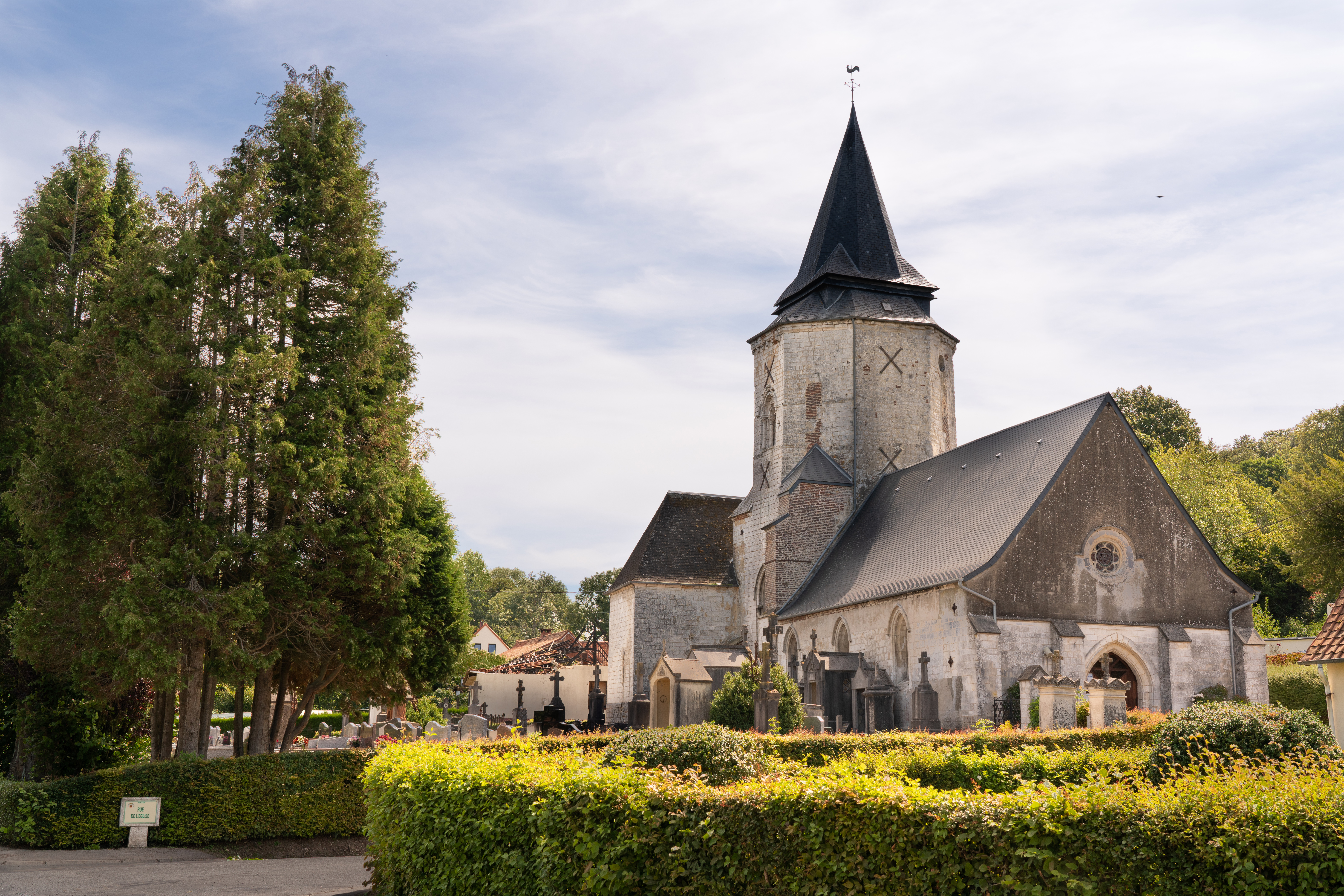
Sint-Laurentiuskerk in Alette, alwaar de doop van Chamoulauds vijfde kind vermoedelijk plaatsvond.

Bij de doop van hun eerste kind werd François ook als peetvader aangewezen. Chamoulaud kreeg met Marie Barbe in totaal vijf kinderen, waarvan de eerste vier werden gedoopt in Boulogne-sur-Mer, waar de Chamoulauds een stadswoning hadden; en het laatste kind in Alette, de gemeente waaraan kasteel de Mailly verbonden was. Van de kinderen zou alleen Gabriel (1719–1783) de familielijn doorzetten.
In 1719 werd Chamoulaud beboet met 60 sols parisis voor het niet vervullen van de verantwoordelijkheden die hij aan zijn stand verplicht was in Boulogne-sur-Mer.
Hij was in 1722 belastingsinner (receveur of fermier général) voor het klooster van Sint-Wulmer en in 1725 voor het kasteel van Mailly. Chamoulaud woonde hier in elk geval sinds 1715 op huurbasis toen in 1723 een zware storm zijn woning beschadigde. Hij was kennelijk niet altijd op tijd met de betaling van zijn belastinginkomsten en moest in 1733 op gerechtelijk bevel 20.000 livres betalen.
Chamoulaud overleed in 1737 op 79-jarige leeftijd. Weduwe Marie Barbe hertrouwde op 14 juli 1744 met Charles-Achilles Mutinot, Sieur de Berguette.

## Nalatenschap
Terwijl de ouders van Jean Chamoulaud de oudstbekende leden van het Chamoulaud-geslacht zijn, staan Jean en zijn neef François Chamoulaud aan het begin van de eerste vertakking van het geslacht dat zich sindsdien heeft voortgezet. Jean Chamoulauds nakomelingen zouden ondernemende, goed opgeleide en welgestelde mensen worden die aansluiting vonden in de maatschappij. De nazaten van zijn neef daarentegen waren aanvankelijk sociaal-economisch minder succesvol. In deze tak van de familie is de familienaam Chamoulaud in de loop van de tijd diverse mutaties ondergaan en zijn hierdoor thans de varianten Chamulot, Chamuleau en Chamalaun bekend.